# Кацпер Ходина
Кацпер Ходина (пол. Kacper Chodyna, нар. 24 травня 1999, Дравсько-Поморське) — польський футболіст, нападник клубу «Легія». Виступав також за клуб «Заглемб'є» (Любін). Володар Кубка Польщі.

## Клубна кар'єра
Кацпер Ходина народився 1999 року в місті Дравсько-Поморське. Розпочав займатися футболом у юнацькій команді футбольного клубу «Лех», пізніше перейшов до юнацької команди клубу «Заглемб'є» (Любін). У 2018 році клуб віддав Ходину в оренду до команди «Битовія», в якій футболіст грав до 2019 року. У 2019 році Ходина повернувся до клубу «Заглембє», в якому грав до 2024 року, та став основним гравцем атакувальної ланки команди.
У 2024 році Кацпер Ходина став гравцем клубу «Легія». У складі команди футболіст у сезоні 2024—2025 років став володарем Кубка Польщі.

## Виступи за збірні
У 2016 році Кацпер Ходина дебютував у складі юнацької збірної Польщі, загалом на юнацькому рівні до 2019 року взяв участь у 9 іграх.

## Титули і досягнення
- Володар Кубка Польщі (1):

«Легія»: 2024–2025
- Володар Суперкубка Польщі (1):

«Легія»: 2025